# Redwashing
Redwashing (de l’anglais red, rouge et whitewash, blanchiment), est une forme de propagande qui utilise les discours de gauche de manière trompeuse pour promouvoir la perception qu’une organisation, une entreprise, ou une personne est engagée dans l’égalité sociale,,,,,.

Le rouge est une couleur historiquement associée aux différents courants de politiques de gauche.

Selon ses défenseurs, il s’agit d’une pratique habituelle parmi les partis politiques de droite, de centre ou libéraux lors d’actes publics, spécialement pendant la période électorale. Dans ces discours, ils affirment soutenir l’égalité comme en soutenant au contrôle du marché, la lutte contre la pauvreté ou en défendant l’égalité d’opportunités pour tous les citoyens. Cependant, une fois arrivés au gouvernement, ils contribuent à l’augmentation de l’inégalité sociale,.
En d’autres occasions, le terme redwashing s’utilise aussi pour se référer à une organisation déterminée ou un parti politique qui réellement défend l’égalité sociale. Dans ces cas-là, l’objectif est d’ôter toute légitimité aux arguments avancés par ces collectifs, les présentant comme extrémiste ou obsolète, cherchant à démontrer que c’est une idéologie de gauche dangereuse pour l’ensemble de la société, contrairement à une autre idéologie qui se dit plus raisonnable.